# Hans Alexander Lehmann
Johannes „Hans“ Alexander Lehmann (* 1. Januar 1875 in Halle an der Saale; † 10. Februar 1930 ebenda) war ein deutscher Bankier. Lehmann war Mitinhaber des Bankhauses H. F. Lehmann in Halle.

## Leben und Tätigkeit
Lehmann war ein Urenkel von Heinrich Franz Lehmann, der im Jahr 1788 die Firma H. F. Lehmann durch Kauf eines Materialwaren-Einzelgeschäftes begründete, das er zu einem Wechselgeschäft weiterentwickelte. Lehmanns Vater war der Bankier Heinrich Franz Lehmann († 1925).
Lehmann wurde an einem humanistischen Gymnasium ausgebildet. Anschließend studierte er Juristerei. 1902 wurde er an der Universität Leipzig zum Dr. jur. promoviert. Seine praktische Ausbildung erhielt er in verschiedenen Banken im In- und Ausland.
Ab 1909 war Lehmann geschäftsführender Mitinhaber der väterlichen Bank, was er bis zu seinem Tod 1930 blieb. Wohnsitz der Familie war die Villa Lehmann.
Daneben war Lehmann Mitglied des Aufsichtsrates des Halleschen Bankvereins von Kulisch, Kaempf & Co., des Aufsichtsrates bedeutender Aktiengesellschaften der Papier-, Maschinenbau- und Zuckerindustrie sowie des Bergbaus. Unter anderem war er Vorsitzender des Aufsichtsrats der Ammendorfer Papierfabrik und Mitglied des Aufsichtsrates der A. Riebeck’schen Montanwerke AG in Halle.
Außerdem war Lehmann Stadtverordneter in Halle an der Saale und königlich schwedischer Generalkonsul.
Ferner war er Präsident des Thüringisch-Sächsischen Geschichtsvereins und Ehrenmitglied der Universität Halle.

## Schriften
- Die rechtliche Stellung des als Selbstkontrahent eintretenden Kommissionärs, Druck der Buchdruckerei des Waisenhauses, Halle an der Saale 1902. (Dissertation, als Johannes Lehmann)